# NGC 2554
NGC 2554 est une vaste galaxie lenticulaire située dans la constellation du Cancer. NGC 2554 a été découverte par l'astronome germano-britannique William Herschel en 1785.

## Caractéristiques
Sa vitesse par rapport au fond diffus cosmologique est de 4 385 ± 19 km/s, ce qui correspond à une distance de Hubble de 64,7 ± 4,5 Mpc (∼211 millions d'al).
NGC 2554 présente une large raie HI.
En raison d'une brillance de surface égale à 14,21 mag/am2, on peut qualifier NGC 2554 de galaxie à faible brillance de surface (LSB en anglais pour low surface brightness). Les galaxies LSB sont des galaxies diffuses (D) avec une brillance de surface inférieure de moins d'une magnitude à celle du ciel nocturne ambiant.

## Supernova
La supernova SN 2013gq a été découverte dans NGC 2554 le 28 novembre 2013 par Blanchard, Zheng, Cenko et al. dans le cadre du programme LOSS (Lick Observatory Supernova Search) de l'observatoire Lick. Cette supernova était de type Ia

## Groupe de NGC 2554
NGC 2554 est la plus grosse et la plus brillante galaxie d'un groupe d'au moins 6 galaxies qui porte son nom. Les autres galaxies du groupe de NGC 2554 sont IC 2248, IC 2269, UGC 4299, UGC 4304 et MCG 4-20-34.